# Perameles eremiana
Perameles eremiana är en utdöd pungdjursart som beskrevs av Herbert Spencer 1897. Perameles eremiana ingår i släktet australiska näspunggrävlingar och familjen punggrävlingar. IUCN kategoriserar arten globalt som utdöd. Inga underarter finns listade.
Arten hade en kroppslängd (huvud och bål) av cirka 40 cm samt en svanslängd av 13 cm. Pälsen på ovansidan var ljusbrun och på undersidan fanns vit päls.
Pungdjuret levde i centrala och västra Australien. Arten dog troligen ut på grund av introducerade fiender som tamkatter och rävar. Även införda konkurrenter som kaniner kan ha bidragit till utdöendet. Det sista bekräftade fyndet är från 1943.
Perameles eremiana var nattaktiv och åt insekter, fallfrukt samt frön.